# Hymenophyllum sieberi
Hymenophyllum sieberi är en hinnbräkenväxtart som först beskrevs av Presl, och fick sitt nu gällande namn av Roelof Benjamin van den Bosch. Hymenophyllum sieberi ingår i släktet Hymenophyllum och familjen Hymenophyllaceae. Inga underarter finns listade.